# 로빈 시크
로빈 앨런 시크(영어: Robin Alan Thicke, 1977년 3월 10일 ~ )는 미국의 가수이다. 대한민국에는 현대캐피탈, 현대카드 CF를 통해 〈Blurred Lines〉가 널리 알려졌다.

## 디스코그래피

### 스튜디오 음반
- A Beautiful World (2002)
- The Evolution of Robin Thicke (2006)
- Something Else (2008)
- Sex Therapy: The Session (2009)
- Love After War (2011)
- Blurred Lines (음반) (2013)
- Paula (2014)
- On Earth, and in Heaven (2021)